# Power Mac G4 Cube
A Power Mac G4 Cube számítógépet az Apple fejlesztette, gyártotta és forgalmazta. A Cube-ot (Cube jelentése kocka) a New York-i Macworld Expón mutatták be 2000. július 19-én. Az 1799 dolláros Cube-ba 450 MHz-es PowerPC G4 processzor, 64 MB memória, 20 GB-os merevlemez, tálca nélküli DVD-meghajtó, két FireWire 400 és két USB-port, 10/100Base-T Ethernet csatlakozó és egy 56K V.90-es modemkerült. Mindez egy húsz centiméter élű kockában volt elhelyezve, átlátszó burkolatú házban.
A Cube Steve Jobs második vezetői időszakának elején készült. Noha dicsérték az innovatív ipari dizájn miatt, csakúgy, mint Jony Ive többi alkotását, a kocka nem nyűgözte le a kreatív szakembereket, mert túl drága volt, nem elég erős és nehezen bővíthető. A 2000-es pénzügyi évben az Apple 107 000 kockát adott el, ami 90 millió dollárral kevesebbet hozott a vártnál. 2001. júliusáig az előre jelzett 800 000 darabnak csak a harmada kelt el, így az Apple jégre tette a Cube-ot.
A G4 Cube egyszerűen a valaha volt legmenőbb számítógép. A számítógépek teljesen új osztálya, amely a Pentiumot legyalázó Power Mac G4 zúzós teljesítményét ötvözi az iMac miniatürizálásával, csendes működésével és elegáns asztali kialakításával. Ez egy csodálatos mérnöki és tervezési bravúr, és nagyon örülünk, hogy végre bemutathatjuk ügyfeleinknek.

## Fejlesztés

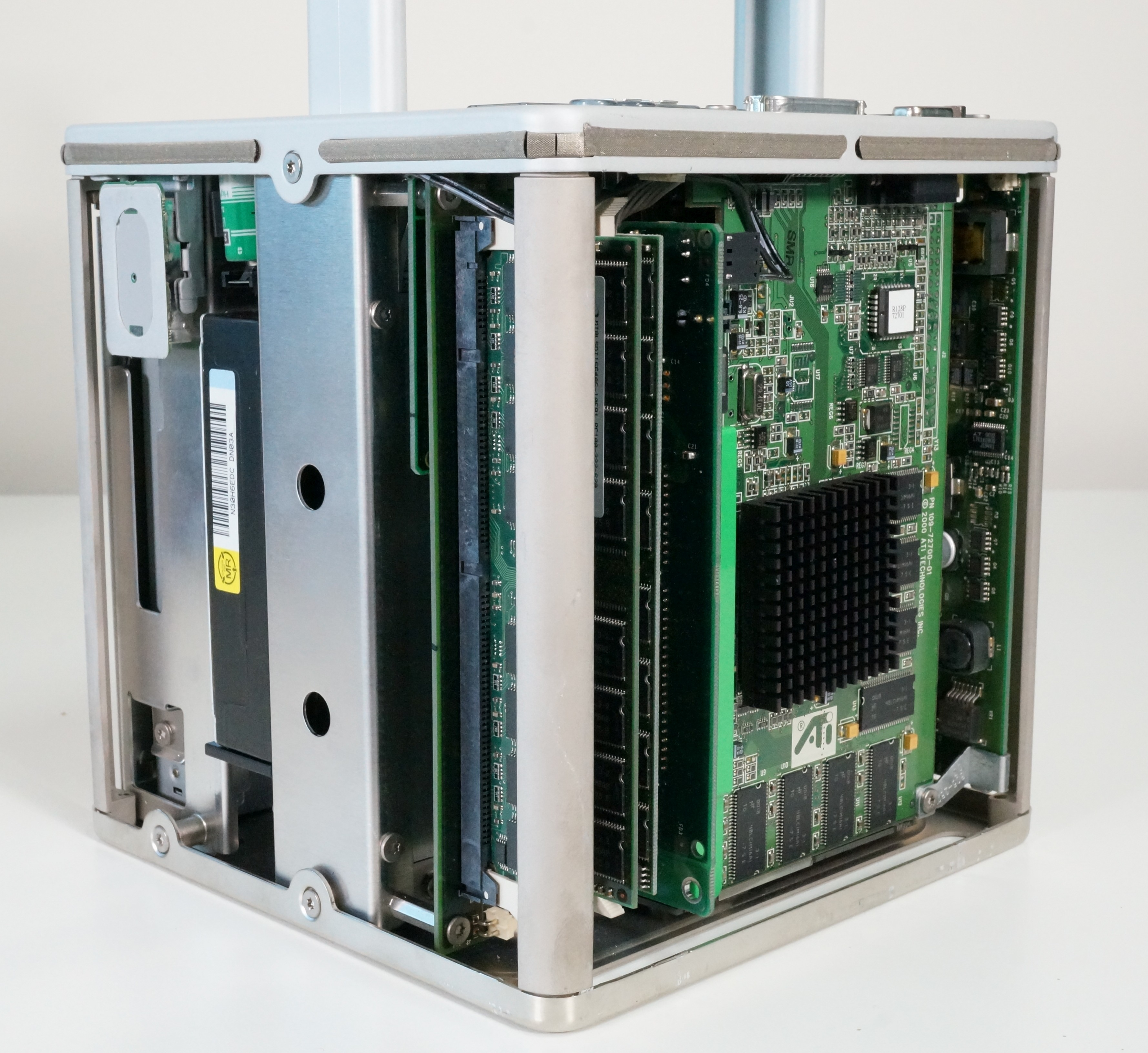
A házából kiemelt Cube egyik oldala. Jól látható, hogy az Apple mérnökei igyekeztek minden helyet kihasználni

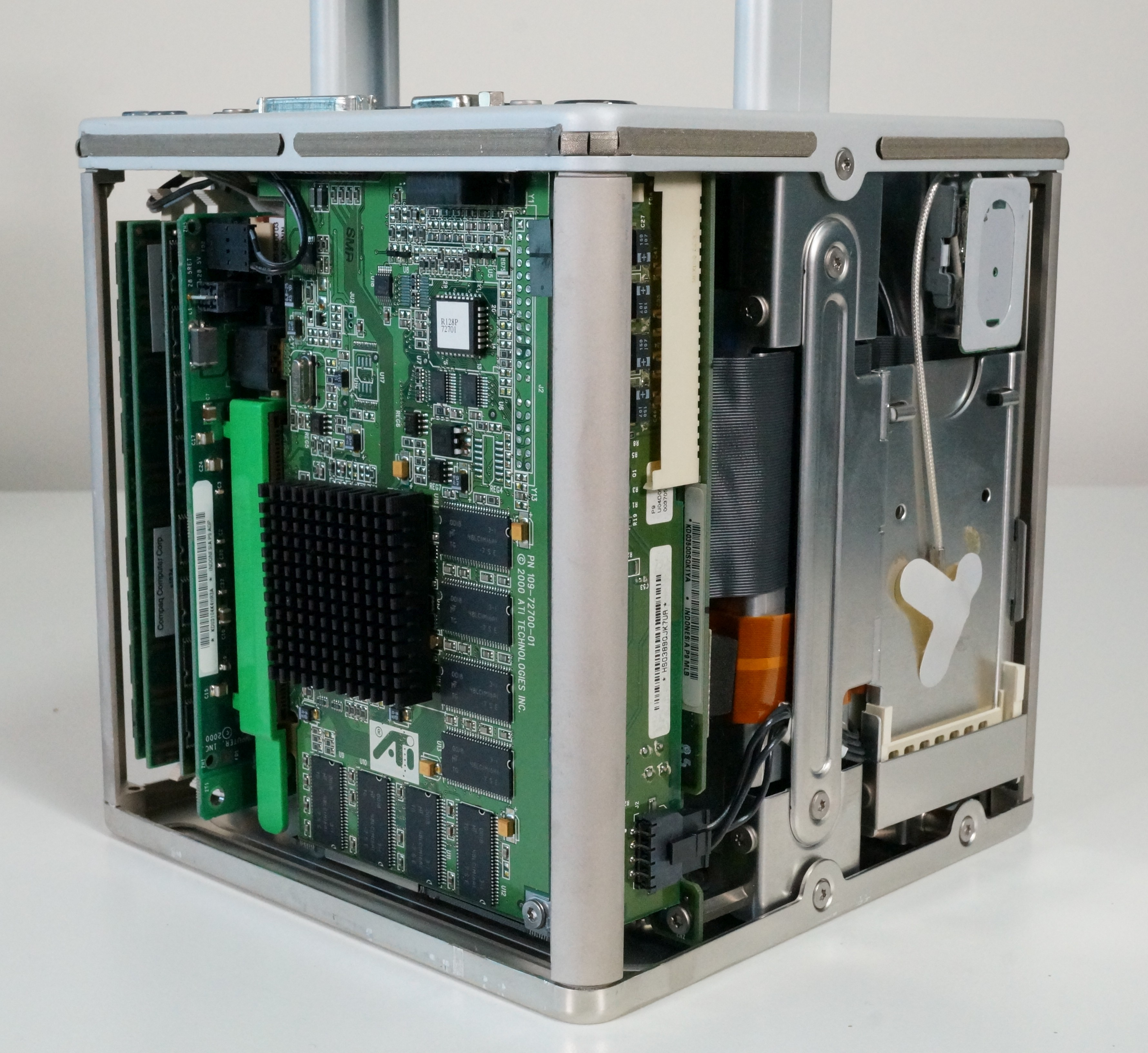
A házából kiemelt Cube. A gépnek nem volt klasszikus, mindent tartalmazó alaplapja, egyes részeket külön nyomtatott áramkör lapokra tettek, hogy beleférjenek a kocka foglalatba

A Cube kiemelten fontos terméke volt az Apple-nek, mert az Apple vezérigazgatója, Steve Jobs elképzelését tükrözte. Az Apple gyakorlatilag Jobs személyes irányítása alatt működött eltérően a többi cégtől, amelyekre a több szintű döntéshozatal és érdekek és vélemények kompromisszumos kezelése volt jellemző. Jobs utólag úgy emlékezett vissza, hogy a termék ötlete saját számítógép-felhasználói vágyából fakadt. Olyan gépre vágyott, amely az iMac és a Power Mac G4 között helyezhető el. Jobs minimalista esztétikája befolyásolta a tervezés alapvető elemeit, a mechanikus bekapcsológomb hiányától a tálca nélküli optikai meghajtóig és a csendes ventilátor nélküli működésig. Az Apple tervezőcsapata Jonathan Ive vezetésével csökkentette a nagy teljesítményű asztali számítógép méretét, mert a hagyományos asztali toronyszámítógépeket a mérnökök a könnyebb utat választva, tér-pazarlóan tervezték meg. A Cube belső változást jelentett az Apple-ben, a dizájnerek egyre nagyobb befolyást gyakoroltak a terméktervezésre. A New York Times a Cube-ot  „tiszta [...] ipari dizájnnak” nevezte, a Bauhaus koncepcióihoz híven.
A Cube az Apple azon törekvését képviselte, hogy a számítógépet a leglényegesebbre egyszerűsítse. Jason Snell újságíró a gépet példának nevezte Jobs és Ive „fekete doboz” iránti megszállottságára: tömör, miniatürizált számítógép, amelyet egy szép ház rejt, benne a technológia „varázslata”. Mivel a Cube-nak nincs ventilátora, a tervezés a hűtőbordával kezdődött. Nem volt valódi bekapcsológomb, az érintésre történő bekapcsolást kapacitív érzékelés segítségével valósították meg. A ház szabadalmaztatott műanyag formulája megtalálása hat hónapig tartott. A Cube fejlesztése során szerzett tapasztalatok, különösen az egyes anyagokkal folytatott kutatások és kísérletek, maguk a tesztelési módszerek és eljárások, a későbbi termékfejlesztések során váltak hasznossá.

## Bemutatás
A kocka alakú Apple számítógépről szóló pletykák már hetekkel korábban kiszivárogtak, és egyes oldalak állítólagos képeket tettek közzé. A G4 Cube-ot a Macworld Expón 2000. július 19-én jelentették be, a bemutató végén, a  „még egy dolog” részben. Jobs úgy emlegette, hogy a Power Mac G4 erejét a letisztult dizájnnal és az Apple által az iMac gyártása során tanult miniatürizálással ötvözi. A Cube mellett az Apple új egeret, billentyűzetet és kijelzőket mutatott be, amelyek kiegészítik a gépet.
A Power Mac G4 Cube egy kis (nem teljesen) kocka alakú (20×20×25 cm) számítógép volt akrilüveg burkolatban. Az átlátszó műanyag célja az volt, hogy azt a benyomást keltse, mintha a számítógép lebegne. A Cube külön monitort igényel Apple Display Connector (ADC) vagy Video Graphics Array (VGA) csatlakozással. A gépnek nem volt ventilátora, a hő passzívan módon ház tetején lévő rácson át távozott. Két modell volt, az alapmodellt a viszonteladókon keresztül forgalmazta az Apple, a nagyobb,  500 MHz-es processzoros, 30 GB-os merevlemezzel szerelt felső kategóriás modellt csak az Apple online áruházán keresztül árultak.

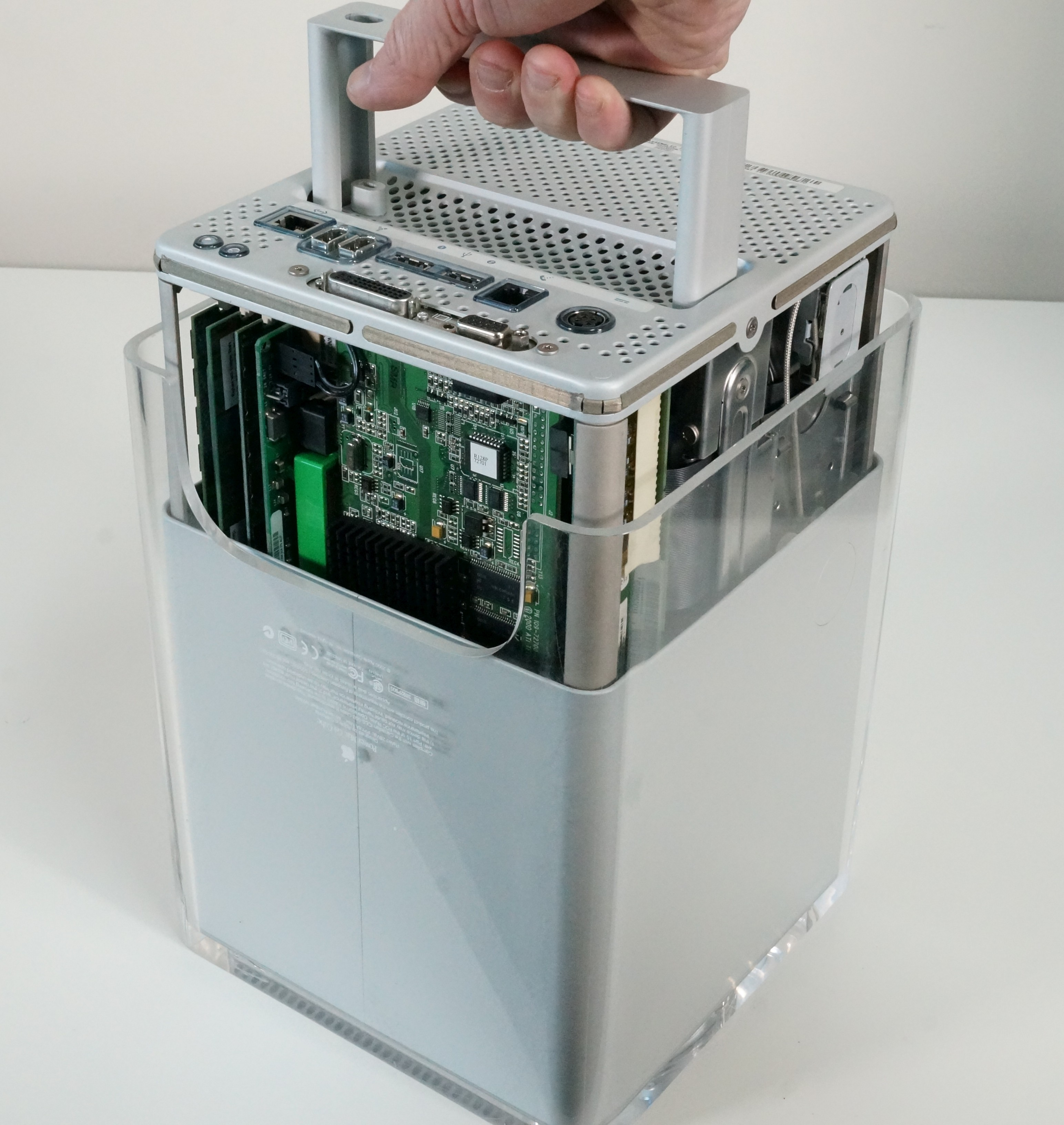
A Cube egyben kiemelhető volt az e célra készített fogantyú használatával

A Cube kis mérete miatt nem voltak bővítőhelyei. A szabványos Accelerated Graphics Port (AGP) nyílásban volt a videokártya, de nem fér bele egy teljes hosszúságú kártya. Az amúgy ormótlan tápegység a házon kívülre került – helytakarékosságból. A Cube nem rendelkezett audio csatlakozókkal. Ehelyett a Cube-t kerek Harman Kardon hangszórókkal és digitális erősítővel szállították, USB-n keresztül csatlakoztatva. Mérete ellenére a Cube három RAM foglalattal, két FireWire 400 porttal és két USB 1.1 porttal rendelkezett a perifériák csatlakoztatásához. Ezek a portok és a tápkábel a gép alján találhatók. A gép belső alkatrészeihez való hozzáféréshez az egységet meg kellett fordítani, a kiugró fogantyú segítségével a teljes belső szerelvényt ki csúsztatni a házból.

## Értékelés
A gép mérete és kinézete azonnal megosztó volt, Andrew Gore, a Macworld szerkesztője ezt úgy értelmezte, hogy az Apple-nek sikerült egy élvonalbeli terméket létrehoznia. A Cube-ot hasonlították Borg-hajóhoz, kenyérpirítóhoz vagy egy doboz Kleenex zsebkendőhöz, de akadtak, akik Jobs előző, NeXT cégére asszociáltak.
A vélemények általában pozitívak voltak. Peter H. Lewis (The New York Times) a számítógépet nevezte a legvonzóbbnak a piacon, szerinte a gép az Apple kijelzőivel és perifériáival kombinálva „asztali szobrot“ alkot. A PC Magazine Australia azt mondta, hogy miután a számítógépek kinézetét megváltoztatták az iMaccel, a G4 Cube tovább emelte a lécet a versenytársak előtt. Gore a kockát olyan műalkotásnak nevezte, amely inkább szobornak, mint technológiai eszköznek tűnik, de megjegyezte, hogy a művészetnek a funkciók érdekében kötött kompromisszumokkal kell együtt élni. Walt Mossberg (The Wall Street Journal) a „leggyönyörűbb személyi számítógépnek“ nevezte, amit valaha látott.
A kritikusok megjegyezték, hogy ahhoz, hogy könnyen hozzáférhessenek a perifériák csatlakoztatásához és kihúzásához, a felhasználóknak meg kell dönteniük az egész gépet – ezzel kockáztatva a véletlen elalvás aktiválását, illetve a sima műanyag felületű számítógép könnyen kicsúszott a tartó kézből. A Macworld túl érzékenynek találta az érintésérzékeny bekapcsológombot, amely rendszeresen akaratlanul aktiválta az alvó üzemmódot. Beszámoltak arról, hogy az alapmodellben található 5400 rpm-es merevlemez és 64 MB RAM jelentősen lelassította a rendszert. Más beszámolók szerint ha arra az asztalra csaptunk kézzel erősen, amelyen a Cube állt, az a Cube újraindulását okozta.
A Cube megjelenésekor számos nemzetközi formatervezési díjat  nyert, és a PC Magazine szerint a legjobb asztali számítógép. Egy G4 Cube-ot a New-yorki Modern Művészeti Múzeum vásárolt meg – nem használatra, hanem kiállítási tárgyként.

## Értékesítés
A Cube bemutatása nem illett ahhoz a fókuszált termékcsaládhoz, amelyet Jobs az Apple-hez való visszatérése óta bevezetett, így egyértelmű közönség nélkül maradt. Olyan drága volt, mint egy hasonlóan felszerelt Power Mac G4, de nem kínált egyetlen bővítőöblöt további merevlemezek részére, nem volt több tárhely, sem PCI bővítőhely. Ugyancsak sokkal drágább volt, mint a kijelzőt is tartalmazó iMac. Jobs úgy képzelte, hogy a kreatív szakemberek és a tervezők ilyet szeretnének, és a termék olyan nagyszerű, hogy sikertermék lesz.
A Cube eladásai a vártnál jóval alacsonyabbak voltak. A csőd széléről visszatérve az Apple-nek tizenegy nyereséges negyedéve volt a Cube bejelentése előtt (Q1: 183 millió, Q2: 233 millió és Q3: 200 millió), de az Apple 2000. év végi pénzügyi adatai 180 millió dollárral elmaradtak az előre jelzett bevételektől. A profitcsökkenés egy része a Cube-nak volt betudható, mindössze egyharmadát adták el az Apple által várt mennyiségnek, ami 90 millió dolláros bevételkiesést eredményezett. Az Apple által a negyedévben leszállított Macek közül 29 000 volt Cube, szemben a 308 000 iMac-kel. A kereskedők raktárai megteltek, így az Apple nagy mennyiségű eladatlan készlettel fordult  2001-re. A számítógép azoknak a csúcskategóriás ügyfeleknek tetszett, akik kicsi és letisztult dizájnt akartak – Jobs elismerte, hogy a közönség a vártnál kisebb volt. 2001. februárjában az Apple csökkentette az 500 MHz-es modell árát, és több memóriával, nagyobb merevlemezzel és erősebb grafikus kártyával kínálta. A frissítés sem hozott változást, az eladások tovább csökkentek. 2001 első negyedévében mindössze 12 000 darabot adtak el, ami a vállalat teljes számítógép-eladásainak mindössze 1,6 százalékát tette ki.
Jobs egyértelműen szerette a számítógépet, de gyorsan leállította az alulteljesítő terméket. 2001. július 3-án az Apple sajtóközleménye azt a szokatlan kijelentést tette közzé, hogy a számítógép gyártását – ahelyett, hogy törölték vagy leállították – „határozatlan időre felfüggesztették”, az alacsony kereslet miatt. Jobs visszatérése után a Cube volt az első sikertelen, bukott termék. Jobs vezetői képességét mutatja, hogy bár a termék saját „gyermeke“ volt, nem tartotta semmi féle módon sem életben.

## Örökség
Az Apple Jobs utáni vezérigazgatója, Tim Cook „látványos kudarcnak” nevezte a Cube-ot, hiszen a termékből csak 150 000 darab kelt el. A rajongók szűk, de lelkes csoportja körében igen népszerűvé vált. A Macworld munkatársa, Benj Edwards azt írta, hogy a Cube megelőzte a korát, de vonzerejét igazolja, bizonyítja az elképzelés jogosságát a gyártás leállítása óta létező elkötelezett rajongók csoportok. A termék leállítása után házi fejlesztések és módosítások jelentek meg, a gép gyorsabb és/vagy hűvösebb működése érdekében.
John Gruber húsz évvel a bevezetése után azt írta, hogy a kocka „méltó kudarc [...] Erőteljes számítógépeknek kisebbé, csendesebbé és vonzóbbá kellett válniuk. A kocka előremozdította a technika állását.” A CNET szerinte a gép „az évezred korszakának tervezésének ikonikus darabja”.[32] Rendhagyó és futurisztikus megjelenése miatt számos filmben és televíziós műsorban kellékként szerepelt, köztük az Absolutely Fabulousban, a The Drew Carey Show-ban, a Narancsvidékben és a 24-ben. A Star Trek: Enterprise sorozatban az űrhajó számítógép kijelzői tizenhat Cube-hoz kapcsolódtak.

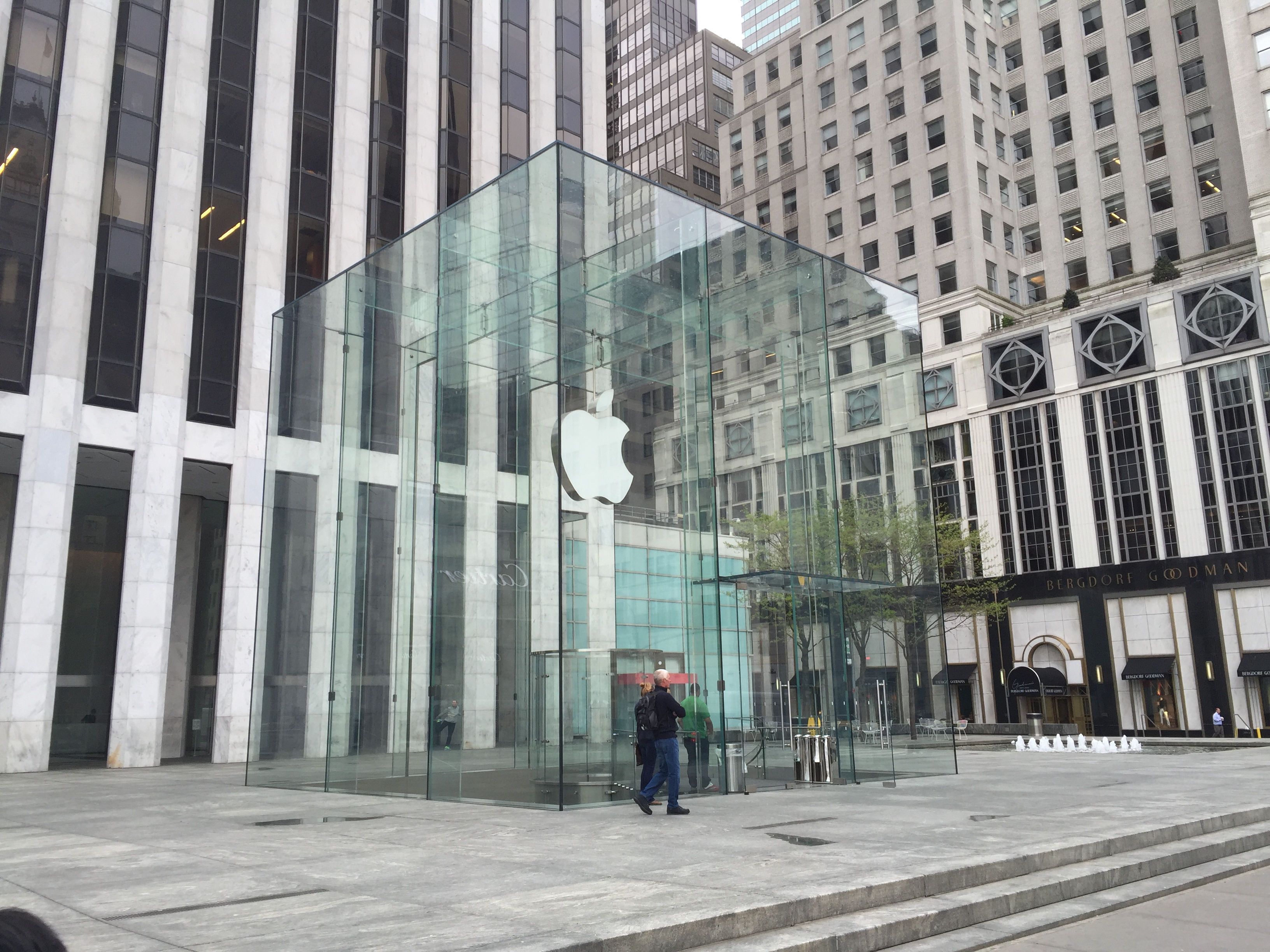
New York Ötödik sugárút Apple Store. A teljes üvegfelületű kocka a bejárat a föld alatti üzlethelyiségbe

Bár a Cube kereskedelmi kudarcot vallott, hatással volt a jövőbeli Apple termékekre. A számítógép-alkatrészek miniatürizálására tett erőfeszítések a későbbi számítógépeknek, például a lapos-képernyős iMac G4-nek készítették elő a terepet. A Cube alkatrészeinek precíziós megmunkálásának megtanulása az alumínium MacBookok tervezésénél hasznosult. A Mac mini a Cube méretének egyötödébe helyezett bele egy teljes számítógépet, és megtartotta a Cube tervezési filozófiáit. A Cube magas árához képest a Minit 499 dollárért árulták, és sikeres termék lett, amely továbbra is az Apple termékcsaládjának része. Az áttetsző kockaforma a New York-i Fifth Avenue Apple Store dizájnjával tér vissza. A kapacitív érintés újra megjelenik az iPod és iPhone készülékeken. A Cube függőleges hőkialakítását és rácsos rácsmintáját a Mac Pro 2013-as és 2019-es verziója is tükrözte.

## Power Mac G4 technikai adatok
A táblázat nem tartalmazza az összes műszaki paramétert. Az egyes modelleknél a bemutatáskor érvényes adatokat soroljuk fel, a későbbi frissítéseket nem. Az adatok az Apple adatlapjáról származnak, a hiányzó adatok az Everymac.com oldalról és a Mactracker alkalmazásból valók. A táblázatban szándékosan nem szerepelnek a Power Macintosh, a Power Macintosh G3 és G5 számítógépek, viszont tartalmazza a G4-es processzorú Cube-ot.

| Gép nevebemutatva kivezetveoperációs rendszer              | Méretmagasság szélesség mélység súly | Processzor processzor, @órajel, L1 és L2 cacherendszerbusz             | Memóriaalap max. @sebességhely, típus          | Háttértármerevlemezkülső adathordozó | Grafikavideokártyamemória, típusvideókimenet felbontása (képpont) | Fontosabb csatlakozókBővítő helyek               |
| ---------------------------------------------------------- | ------------------------------------ | ---------------------------------------------------------------------- | ---------------------------------------------- | ------------------------------------ | ----------------------------------------------------------------- | ------------------------------------------------ |
| PM G4 450 Cube2000. július 19. 2001. július 3.System 9.0.4 | 249 x 196 x 196 6,4 kg               | PowerPC 7400 (G4) @450 MHz L1: 64k L2/L3:1 MB (backside)Busz: @100 MHz | 64 max: 1.5 GB @100 MHz3 hely, PC100 SDRAM     | 20 GB HDD5x DVD-ROM                  | Rage 128 Pro16 MB SDRAM1920x1200                                  | 10/100Base-T 2x USB 1.1 2x FireWire 400AP1x 3,5" |
| PM G4 500 Cube2000. július 19. 2001. július 3.System 9.0.4 | 249 x 196 x 196 6,4 kg               | PowerPC 7400 (G4) @500 MHz L1: 64k L2/L3:1 MB (backside)Busz: @100 MHz | 128 MB max: 1.5 GB @100 MHz3 hely, PC100 SDRAM | 30 GB HDD5x DVD-ROM                  | Rage 128 Pro16 MB SDRAM1920x1200                                  | 10/100Base-T 2x USB 1.1 2x FireWire 400AP1x 3,5" |

## Power Macintosh G3 G4 G5 számítógépek az időben
| A Power Macintosh G3 G4 G5 számítógépek idővonalon |
| --- |
| |
| A színek kezdete a bemutató időpontja, a forgalmazás több esetben is hónapokkal később kezdődött. Megeshet, hogy egy csík végét kitakarja egy másik csík eleje. Előfordul, hogy a gyártás befejezését követően még egy ideig forgalomban marad a gép adott verziója. Az Apple adatlapokon nem szereplő adatok forrása az EveryMac. |